# Franck Tabanou
Franck Pascal Paul Tabanou (Thiais, 30 gennaio 1989) è un ex calciatore francese, di ruolo difensore o centrocampista.

## Carriera

### Club
Ha iniziato la sua carriera calcistica nell'AS Choisy-le-Roi, un centro situato nel sud-est periferia di Parigi. Cresciuto nella capitale transalpina, era un tifoso del Paris Saint-Germain durante la sua infanzia. Dopo quattro anni al club, nel giugno 2002, ha firmato con il Le Havre. Nel 2009 è stato chiamato in prima squadra del Tolosa e l'anno seguente ha firmato un prolungamento del contratto con la medesima squadra per tre anni, fino a quando il 29 luglio 2013 viene acquistato per 5 milioni di euro dal Saint-Etienne, con cui firma un contratto di 4 anni. Il 19 giugno 2015 viene acquistato dallo Swansea City, con cui firma un contratto triennale.

### Nazionale
Ha giocato in Under-20 e Under-21 della nazionale francese. Con i galletti Under-20 ha partecipato ai Giochi del Mediterraneo 2009.

## Statistiche

### Presenze e reti nei club
Statistiche aggiornate al 19 maggio 2018.
| Stagione             | Squadra              | Campionato           | Campionato | Campionato | Coppe nazionali | Coppe nazionali | Coppe nazionali | Coppe continentali | Coppe continentali | Coppe continentali | Altre coppe | Altre coppe | Altre coppe | Totale | Totale |
| Stagione             | Squadra              | Comp                 | Pres       | Reti       | Comp            | Pres            | Reti            | Comp               | Pres               | Reti               | Comp        | Pres        | Reti        | Pres   | Reti   |
| -------------------- | -------------------- | -------------------- | ---------- | ---------- | --------------- | --------------- | --------------- | ------------------ | ------------------ | ------------------ | ----------- | ----------- | ----------- | ------ | ------ |
| 2008-2009            | Tolosa               | L1                   | 5          | 0          | CF+CdL          | -               | -               | -                  | -                  | -                  | -           | -           | -           | 21     | 0      |
| 2009-2010            | Tolosa               | L1                   | 33         | 4          | CF+CdL          | 2+2             | 0               | UEL                | 5                  | 0                  | -           | -           | -           | 19     | 1      |
| 2010-2011            | Tolosa               | L1                   | 34         | 4          | CF+CdL          | 0+1             | 0               | -                  | -                  | -                  | -           | -           | -           | 39     | 4      |
| 2011-2012            | Tolosa               | L1                   | 32         | 3          | CF+CdL          | 1+1             | 0               | -                  | -                  | -                  | -           | -           | -           | 34     | 3      |
| 2012-2013            | Tolosa               | L1                   | 34         | 4          | CF+CdL          | 1+2             | 1+0             | -                  | -                  | -                  | -           | -           | -           | 37     | 5      |
| Totale Tolosa        | Totale Tolosa        | Totale Tolosa        | 138        | 15         |                 | 10              | 1               |                    | 5                  | 0                  |             | -           | -           | 153    | 16     |
| 2013-2014            | Saint-Étienne        | L1                   | 34         | 3          | CF+CdL          | 0+1             | 0               | UEL                | 4                  | 1                  | -           | -           | -           | 39     | 4      |
| 2014-2015            | Saint-Étienne        | L1                   | 31         | 1          | CF+CdL          | 4+2             | 1+0             | UEL                | 6                  | 0                  | -           | -           | -           | 43     | 2      |
| 2015-gen. 2016       | Swansea City         | PL                   | 0          | 0          | FACup+CdL       | 1+2             | 0               | -                  | -                  | -                  | -           | -           | -           | 3      | 0      |
| gen.-giu. 2016       | Saint-Étienne        | L1                   | 11         | 0          | CF+CdL          | 1+0             | 0               | UEL                | 2                  | 0                  | -           | -           | -           | 14     | 0      |
| Totale Saint-Étienne | Totale Saint-Étienne | Totale Saint-Étienne | 76         | 4          |                 | 8               | 1               |                    | 12                 | 1                  |             | -           | -           | 96     | 6      |
| 2016-2017            | Granada              | PD                   | 6          | 0          | CR              | 1               | 0               | -                  | -                  | -                  | -           | -           | -           | 7      | 0      |
| 2017-2018            | Guingamp             | L1                   | 15         | 0          | CF+CdL          | 0+0             | 0               | -                  | -                  | -                  | -           | -           | -           | 15     | 0      |
| Totale carriera      | Totale carriera      | Totale carriera      | 235        | 19         |                 | 22              | 2               |                    | 17                 | 1                  |             | -           | -           | 274    | 22     |